# Devillin
Devillin, auch als Devillit, Herrengrundit, Lyellit oder Úrvölgyit bekannt, ist ein eher selten vorkommendes Mineral aus der Mineralklasse der „Sulfate (und Verwandte)“. Es kristallisiert im monoklinen Kristallsystem mit der chemischen Zusammensetzung Cu4Ca[(OH)6|(SO4)2] • 3H2O und entwickelt meist nadelige oder dünntafelige Kristalle mit pseudohexagonalem Habitus in rosettenförmigen oder büscheligen Mineral-Aggregaten, aber auch krustige Überzüge von blaugrüner, dunkelsmaragdgrüner bis patinagrüner Farbe bei hellgrüner Strichfarbe.
Die unverletzten Oberflächen der durchsichtigen bis durchscheinenden Kristalle weisen einen glasähnlichen Glanz auf, Spaltflächen dagegen eher Perlglanz. Mit einer Mohshärte von etwa 2,5 liegt Devillin zwischen den Referenzmineralen Gips (2) und Calcit (3).

## Etymologie und Geschichte
Erstmals entdeckt wurde Devillin in der englischen Grafschaft Cornwall und beschrieben 1864 durch M. F. Pisani, der das Mineral nach dem französischen Chemiker Henri Étienne Sainte-Claire Deville (1818–1881) benannte.
Seine Synonyme Herrengrundit und Úrvölgyit erhielt Devillin aufgrund von reichen Mineralfunden und -beschreibungen aus der slowakischen Region Špania Dolina, zu deutsch „Herrengrund“ bzw. ungarisch „Úrvölgy“.

## Klassifikation
In der mittlerweile veralteten, aber noch gebräuchlichen 8. Auflage der Mineralsystematik nach Strunz gehörte der Devillin zur Mineralklasse der „Sulfate, Selenate, Tellurate, Chromate, Molybdate und Wolframate“ und dort zur Abteilung der „Wasserhaltigen Sulfate mit fremden Anionen“, wo er zusammen mit Arzrunit, Campigliait, Lautenthalit, Niedermayrit, Orthoserpierit, Serpierit und Tatarskit eine eigenständige Gruppe bildete.
Die seit 2001 gültige und von der International Mineralogical Association (IMA) verwendete 9. Auflage der Strunz'schen Mineralsystematik ordnet den Devillin ebenfalls in die Klasse der „Sulfate (Selenate, Tellurate, Chromate, Molybdate und Wolframate)“ und dort in die Abteilung der „Sulfate (Selenate usw.) mit zusätzlichen Anionen, mit H2O“ ein. Diese Abteilung ist allerdings weiter unterteilt nach der Größe der beteiligten Kationen und der Kristallstruktur, so dass das Mineral entsprechend seiner Zusammensetzung in der Unterabteilung „mit mittelgroßen Kationen; Lagen von kantenverknüpften Oktaedern“ zu finden ist, wo es zusammen mit Campigliait, Lautenthalit, Niedermayrit, Orthoserpierit und Serpierit die unbenannte Gruppe 7.DD.30 bildet.
Die vorwiegend im englischen Sprachraum gebräuchliche Systematik der Minerale nach Dana ordnet den Devillin in die Klasse der „Sulfate, Chromate und Molybdate“ und dort in die Abteilung der „Wasserhaltige Sulfate mit Hydroxyl oder Halogen“ ein. Hier ist er zusammen mit Lautenthalit in der unbenannten Gruppe 31.06.01 innerhalb der Unterabteilung der „Wasserhaltigen Sulfate mit Hydroxyl oder Halogen mit (A+B2+)5(XO4)2Zq × x(H2O)“ zu finden.

## Kristallstruktur
Devillin kristallisiert monoklin in der Raumgruppe P21/c (Raumgruppen-Nr. 14) mit den Gitterparametern a = 20,87 Å; b = 6,14 Å; c = 22,19 Å und β = 102,7° sowie acht Formeleinheiten pro Elementarzelle.

## Bildung und Fundorte

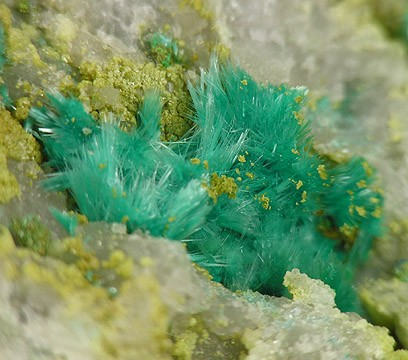
Nadeliger Devillin aus Staré Hory, Špania Dolina (Herrengrund, Úrvölgy), Slowakei

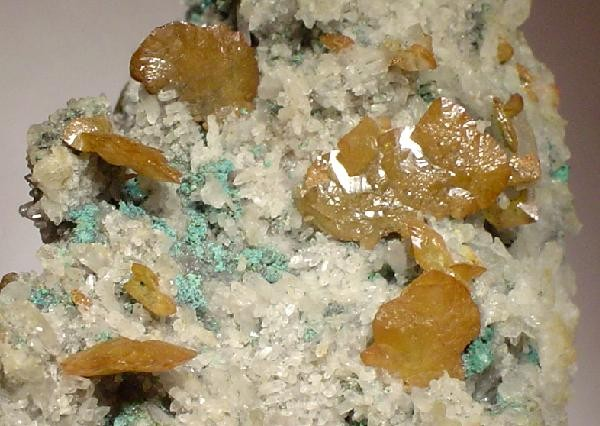
Devillin (grün) mit Wulfenit (orange) und Serpierit (weiß) aus der Tsumeb Mine in Namibia

Devillin ist ein Sekundärmineral, das in der Oxidationszone von Kupfersulfiden vorkommt. Da es durch Oxidation mit Luftsauerstoff entsteht, kann es auch auf Halden als sekundäres Mineral gebildet werden. Begleitminerale sind unter anderem Antlerit, Azurit, Brochantit, Gips, Langit, Linarit, Malachit und Posnjakit.
Devillin gehört zu den eher selten vorkommenden Mineralen, kann also an verschiedenen Fundorten zum Teil reichlich vorhanden sein, ist aber insgesamt wenig verbreitet. Bisher (Stand: 2011) wurden rund 300 Fundorte registriert. Neben seiner Typlokalität Cornwall trat das Mineral im Vereinigten Königreich (Großbritannien) noch in den Regionen Cumbria, Devon, Shropshire und Staffordshire in England; bei Wanlockhead in Schottland sowie in den walisischen Regionen Ceredigion, Gwynedd und Powys auf.
Erwähnenswert aufgrund außergewöhnlicher Devillinfunde ist unter anderem die Region Špania Dolina (Herrengrund, Úrvölgy) in der Slowakei, aus der auch die bisher besten Exemplare an Kristallrosetten mit einem Durchmesser von bis zu einem Zentimeter kommen.
In Deutschland fand sich Devillin bisher vor allem im Schwarzwald in Baden-Württemberg, im bayerischen Fichtelgebirge und Oberpfälzer Wald, bei Frankfurt und Richelsdorf in Hessen, im Harz von Niedersachsen bis Sachsen-Anhalt, im Niederbergischen Land, Sauerland und Siegerland in Nordrhein-Westfalen, in der Eifel und im Lahntal, am Hunsrück, bei Imsbach und bei Rheinbreitbach in Rheinland-Pfalz, im Erzgebirge und der Oberlausitz in Sachsen, auf Helgoland in Schleswig-Holstein sowie bei Greiz, Ilfeld und der ehemaligen Absetzerhalde bei Ronneburg in Thüringen.
Auch in Gesteinsproben vom Mittelatlantischen Rücken konnte Devillin nachgewiesen werden.
Weitere Fundorte liegen unter anderem in Belgien, Kanada, Chile, Frankreich, Griechenland, Irland, Italien, Japan, Kasachstan, der Demokratischen Republik Kongo, Marokko, Mexiko, Namibia, Neuseeland, Norwegen, Österreich, Polen, Portugal, Schweden, der Schweiz, Spanien, Tschechien, Ungarn und den Vereinigten Staaten von Amerika (USA).
Devillin ist ein Mineral mit einer stark ausgeprägten Anisotropie, was bedeutet, dass seine Eigenschaften in den drei Hauptachsen unterschiedlich sind.